# Ettalong
Ettalong är en ort i Australien. Den ligger i kommunen Gosford Shire och delstaten New South Wales, i den sydöstra delen av landet, omkring 40 kilometer norr om delstatshuvudstaden Sydney.
Närmaste större samhälle är Umina, nära Ettalong. Genomsnittlig årsnederbörd är 1 380 millimeter. Den regnigaste månaden är februari, med i genomsnitt 200 mm nederbörd, och den torraste är juli, med 36 mm nederbörd.